# Mehmet Akarca
Mehmet Akarca (* 21. Januar 1963 in Şirvan, Provinz Siirt) ist ein türkischer Jurist, der seit dem 18. Mai 2015 Generalstaatsanwalt beim Kassationshof der Republik Türkei ist.

## Leben
Akarca begann nach dem Besuch der Karşıyaka Havva Özişbakan-Sekundarschule ein Studium der Rechtswissenschaften an der Dokuz Eylül Üniversitesi, das er 1986 abschloss. Nach einem anschließenden verkürzten Militärdienst in Kütahya wurde er Hilfsrichter in Izmir, ehe er nacheinander Richter in Ulubey, Gevaş sowie Sultanhisar war. Nach einer Verwendung als Präsident des Gerichts für schwere Straftaten (Ağır Ceza Mahkemesi) in Sivas wurde er Präsident des Gerichts für schwere Straftaten für Kütahya und Karşıyaka sowie Vorsitzender der dortigen Justizkommission.
Am 18. Januar 2010 wurde Akarca zum Mitglied des Kassationshofes der Türkei (Türkiye Cumhuriyeti Yargıtay Başkanlığı) gewählt und übernahm dort am 21. Oktober 2013 nach seiner Wahl durch die Große Plenarversammlung des Gerichts als Nachfolger von Fevzi Elmas die Funktion als Präsident der 14. Kammer des Kassationshofes.
Akarca wurde am 18. Mai 2015 von Staatspräsident Recep Tayyip Erdoğan zum Generalstaatsanwalt am Kassationshof ernannt und damit als Nachfolger von Hasan Erbil zum obersten öffentlichen Ankläger. 2019 wurde seine Amtszeit verlängert. 2020 wurde er vom Kassationshof zu seinem Präsidenten gewählt. Er trat 2024 auch zur Wiederwahl an, doch bekam da Ömer Kerkez im 37. Wahlgang mehr Stimmen.
Er ist verheiratet und Vater von zwei Kindern.